# Erríkos Thalassinós
Erríkos Thalassinós (grec moderne : Ερρίκος Θαλασσινός) né en 1927 à Héraklion et mort le 30 juillet 2000 était un réalisateur de cinéma et de télévision ainsi qu'un poète grec.

## Biographie
Après des études de science politique à l'université Panteion d'Athènes, il s'inscrivit à l'École supérieure de cinéma dite « cours Stavrakos ».
Il commença sa carrière cinématographique comme assistant de Jules Dassin sur le tournage en Crète de Celui qui doit mourir en 1957. Il fut ensuite celui de Vasílis Georgiádis sur le tournage de Karagiozis, o adikimenos tis zois (sorti en 1959).  Son film La Revanche du cavalier fut présenté lors de la semaine du cinéma grec 1962.
Il se spécialisa ensuite dans les comédies (17 de ses 44 films) pour la Finos Film.
Après la dictature des colonels, il devint un des principaux réalisateurs de fiction pour la télévision grecque, surtout pour la YENED.

## Filmographie sélective
- 1962 : La Revanche du cavalier
- 1964 : Famille nombreuse
- 1966 : Le Concierge aux pieds fous

## Récompenses
- Semaine du cinéma grec 1962 (Thessalonique) : sélection pour La Revanche du cavalier